# 林森
林 森（りん しん、1867年3月16日〈同治6年2月11日〉 - 1943年〈民国32年〉8月1日）は、清末・中華民国の政治家。中国同盟会以来の古参の革命派人士で、中国国民党では西山会議派に加わった右派として知られる。後に国民政府で長く主席（元首）を務めた。字は子超、号は長仁。

## 事跡

### 清末の革命活動
商人の家庭に生まれ、1877年（光緒3年）にアメリカの教会が運営する培元学校に入学し、1881年（光緒7年）には鶴齢英華書院に入学した。卒業後の1884年（光緒10年）に台北の電報局に勤務し、台湾割譲後福州へ移った。
1902年（光緒28年）に上海の税関である江海関に異動した。その傍ら革命運動に身を投じ、福建学生会を組織し、そして孫文が1905年（民国31年）に中国同盟会を組織すると、林と学生会の構成員もこれに加入している。1909年（宣統元年）、江西省の九江関に異動し、呉鉄城らと革命派の宣伝や秘密の武装組織設立、他省の革命派との連携に従事した。
1911年（宣統3年）10月の武昌起義勃発に伴い、林森は江西の新軍統領馬毓宝に江西省独立を宣言させ（10月23日）、九江軍政府を組織させた。林は民政長に、呉鉄城は総参議に、それぞれ就任している。11月中旬に各省都督府代表連合会が開催されると、林は江西代表としてこれに出席し、臨時政府組織大綱の制定や孫文の臨時大総統選出に携わった。

### 反袁世凱運動と護法運動
翌1912年（民国元年）に臨時参議院が南京で成立すると、林森が議長に選出されている。しかし、孫文が臨時大総統の地位を譲ることになった袁世凱が北京遷都を要求してくると、林はこれに反発し、議長を辞任した。1913年（民国2年）4月、林は福建省選出の参議院議員となり、参議院全院委員長に選出された。同年7月、孫が第二革命（二次革命）を発動、失敗したが、林は国会に残って反袁世凱の活動を続ける。しかし11月には国会も停止されてしまい、林は日本へ亡命した。
日本では孫文が結成した中華革命党に加入し、黄興支持派の欧事研究会にも名を列ねた。その後は海外、特にアメリカで反袁世凱のための資金募集、海外支部設立などに従事し、1914年（民国3年）冬に国民党美洲（南北アメリカ）総支部支部長に選出されている。
袁世凱死後の1916年（民国5年）8月、国会の再開とともに林森は帰国して議員に復帰した。国会では反段祺瑞の姿勢を明確にし、国民党系の憲政商榷会の中でも特に急進派とされた「丙辰倶楽部」に属している。1917年（民国6年）8月、孫文の護法運動に参加するため、林は広州に向かい、護法軍政府（大元帥府）外交部長に任ぜられた。しかし翌年5月に護法軍政府が7総裁による集団指導制に改められ、岑春煊が主席総裁として孫から実権を奪うと、林は怒って上海に一時引退している。
1920年（民国9年）11月、孫文が陳炯明の協力で岑春煊を失脚させると、林森も復帰し、広州非常国会議長に選出された。その後、孫がもくろむ北伐のために海外で資金収集にあたっている。1922年（民国11年）11月、林は許崇智率いる広東軍の援助を受けて福建省入りし、省長に就任した。しかし、まもなく許は広東へ引き返さざるを得なくなり、後ろ盾を失った林も、北京政府を支持する薩鎮氷との政争に敗れて翌年2月に省長を辞任している。7月、大本営建設部長兼治河督弁に任命された。

### 中国国民党での活動

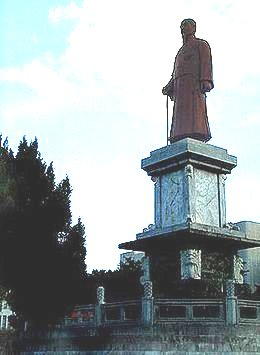
介寿公園内に立つ林森の銅像

1924年（民国13年）1月、中国国民党の第一次全国代表大会で、林森は中央執行委員に選出された。しかし林は、孫文が主張する聯ソ、聯共、扶助農工の三大政策には反対の立場をとっている。翌年3月に孫が死去すると、林は鄒魯らの反共右派に与し、同年11月に北京の西山碧雲寺で開催された右派独自の国民党第1期4中全会（西山会議）に参加した。林は西山会議派において中央常務委員兼海外部長に任命されている。
1927年（民国16年）9月、西山会議派は反共路線へと転じた蔣介石・汪兆銘（汪精衛）に合流し、林森も南京の新たな国民政府に参加した。翌年10月、林は立法院副院長に任ぜられ、1929年（民国18年）3月の国民党第3回全国代表大会では、中央監察委員に選出されている。
1931年（民国20年）2月、立法院長胡漢民が蔣介石との対立の末に軟禁され、これに反発した汪兆銘らが対抗して5月に広州国民政府を樹立する。このとき、林は後任の立法院長に任命されたものの、すでに海外へ視察に赴いており、事務は代理の邵元沖が担当した。また、林は広州国民政府に名こそ列ねていたものの、積極的な反蔣活動にはかかわらず、同年10月に帰国すると、むしろ両派の調停に尽力している。

### 国民政府主席としての晩年

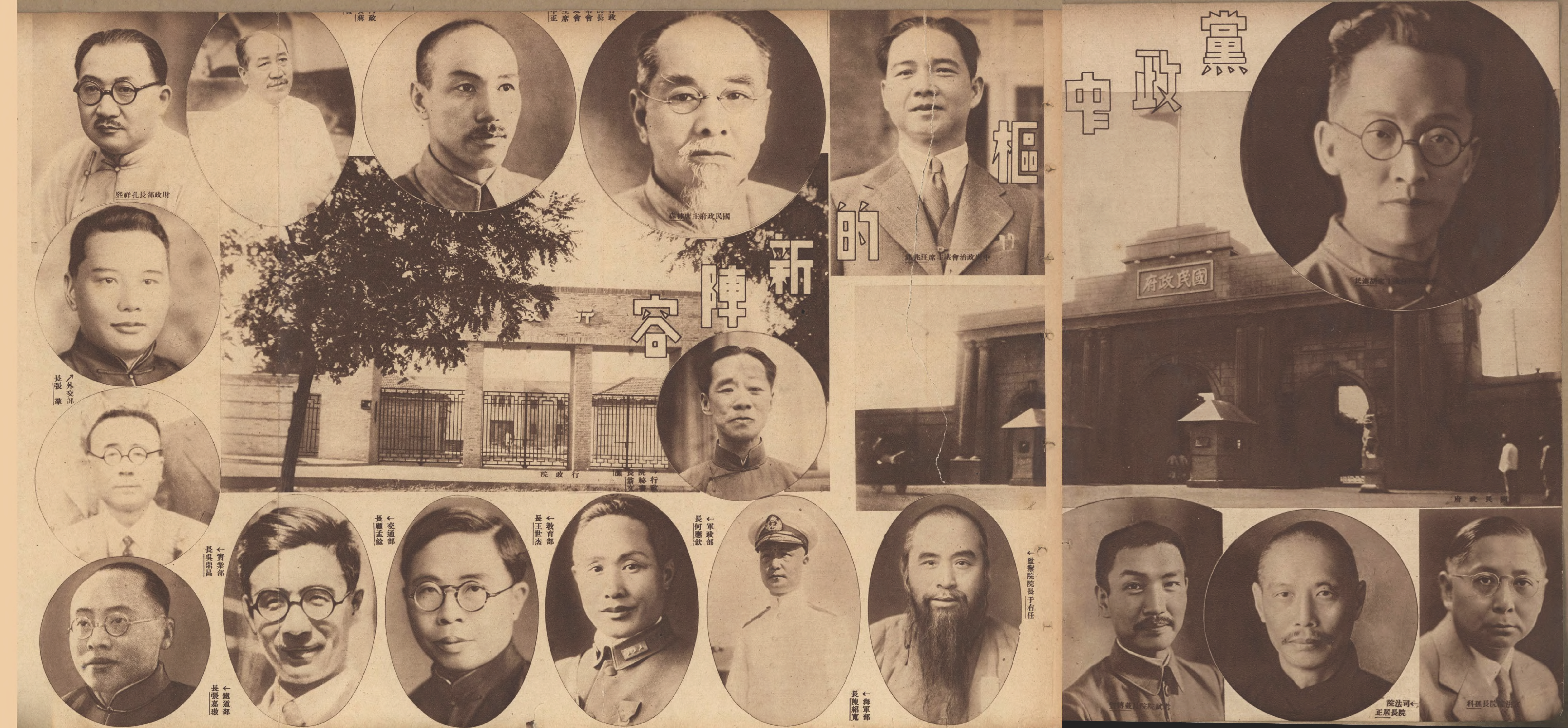
1931年に成立した国民政府・国民党の首脳陣
中央左に林森、その左に蔣介石、中央右汪兆銘・左上端に孔祥煕・右下端に孫科・中央下右に于右任

同年12月、満洲事変に伴う大同団結がなり、国民政府は再統一される。このとき、蔣介石は政治的妥協から下野し、林森が後任の国民政府主席に就任した。以後、死去するまでの約12年間、林はこの地位にあり続けたが、実権は蔣介石が握り、林自身が政治的に大きな指導力を発揮する機会は皆無に等しかった。
1943年（民国32年）5月、林森は交通事故で負傷し、それが原因で同年8月1日に重慶で死去した。享年77（満76歳）。

### 人物像その他
林森は自ら青芝老人と自称するほど、福建省連江県青芝山の自然を愛し、墓所も青芝山の傍らに建てられた。この墓所は文化大革命期に破壊されたが、後1979年に修復された。

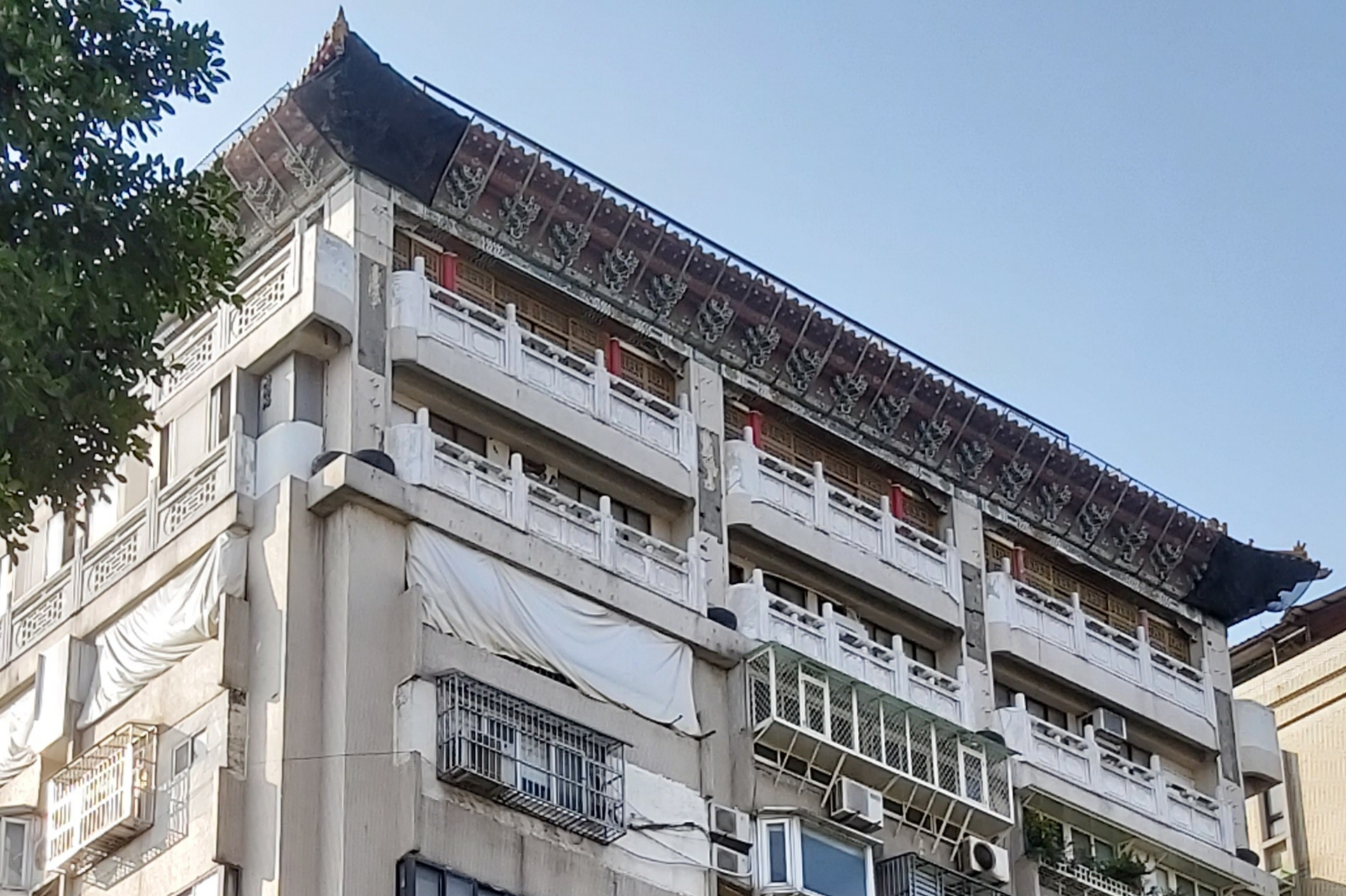
台北中正区寧波西街97号の林森記念館（台湾福州十邑同郷会）

台湾でも林森の功績を記念して、総統府脇の介寿公園には彼の銅像が建てられ、また中山区の日本人墓地跡に立てられた公園は林森公園と名づけられた。このほか、台湾の主要都市に林森の名を冠した道路（林森路や林森北路など）が多数存在する。